# بيرتي كارفل (ممثل)
روبرت هيو كارفل (مواليد 6 سبتمبر 1977) هو ممثل سينمائي ومسرح إنجليزي. لقد فاز مرتين بجائزة Laurence Olivier : عن أدائه في دور الآنسة ترانشبول في ماتيلدا الموسيقية وروبرت مردوخ فيانك . بالنسبة للدور الأخير، حصل أيضًا على جائزة توني لأفضل ممثل في مسرحية.
على شاشة التلفزيون، اشتهر بلعب دور جوناثان سترينج في دور جوناثان سترينج والسيد نوريل وكذا سيمون فوستر في دور دكتور فوستر.

## خلفية
وُلد كارفل في ماريليبون بلندن، لأم أخصائية نفسية وصحفي جون كارفل. تلقى كارفل تعليمه في مدرسة الكلية الجامعية، هامبستيد. حصل على مرتبة الشرف من الدرجة الأولى في اللغة الإنجليزية من جامعة ساسكس، وفاز بمكان في الأكاديمية الملكية للفنون المسرحية (تم دفع تكاليف تدريبه في التمثيل من خلال منح دراسية من وول ترست ومؤسسة مؤسسة السير جون كاس)، وتخرج في عام 2003 بعد دورة مدتها ثلاث سنوات.
كارفل هو أحد رعاة برنامج «العزف لشكسبير» التابع لقسم التعليم في مسرح غلوب، والذي يوفر موارد تعليمية مجانية وتذاكر مسرحية مجانية لطلاب المدارس الثانوية. في عام 2013، ترشح وانتخب لعضوية لجنة المرحلة المكونة من 11 شخصًا في ايكوايت. أعيد انتخابه لمدة عامين آخرين في عام 2015.
كارفل متزوج من الممثلة سالي سكوت، التي تزوجها في 5 يناير 2019 بعد مواعدة لمدة عشر سنوات. وُلد طفلهما الأول في مايو 2020.

## مسرح
ظهر كارفل في الكشف في مسرح هامبستيد، روز بيرند في مسرح اركولا، مثل الكسندر أشبروك في 2005-2006 و2006-2007 إنتاج المسرح الملكي الوطني لهيلين إدموندسون الصبي كورام ،  في حياة جاليليو في المسرح الوطني، رجل الوضع في المسرح الوطني، موكب في مستودع دونمار وماتيلدا الموسيقية في مسرح كامبريدج، من إنتاج شركة شكسبير الملكية.
تم ترشيح كارفل لجائزة أوليفييه لأفضل ممثل في مسرحية موسيقية عن أدائه في باريد عام 2008. فاز بالجائزة في عام 2012 عن أدائه دور ملكة جمال ترانشبول في ماتيلدا الموسيقية ،  وهو إنتاج فاز بستة أوليفييه آخرين. كما فاز كارفل بجائزة تي إم أي في المملكة المتحدة لأفضل أداء في مسرحية موسيقية وتم ترشيحه بالمثل لجائزة Evening Standard في لندن. لعب إنريكو في فيلم ملعون باليأس
في المسرح الوطني.
في مارس 2013، أعاد تمثيل دوره كملكة جمال ترانشبول في ماتيلدا في برودواي في مسرح شوبرت. أكسبه ذلك جائزة ديسك الدراما لأفضل ممثل متميز في مسرحية موسيقية وترشيح لجائزة توني لأفضل ممثل في مسرحية موسيقية، وهي واحدة من بين عدد قليل من الترشيحات لممثل يصور شخصية من الجنس الآخر.
من أغسطس إلى أكتوبر 2015، لعب كارفل كلاً من بينثيوس والأغاف في الباكوسيات في مسرح ألميدا. كما أدى كارفل دور يانك في مسرحية القرد المشعر في أولد فيك في نوفمبر من نفس العام.
في فبراير 2016، أعلن كارفل عن أول ظهور له في الإخراج. أخرج مسرحية <i id="mwag">الفتنة</i> في، مسرح مينيرفا، تشيتشستر، الذي افتتح في أغسطس 2016.
في سبتمبر 2017، لعب كارفل دور روبرت مردوخ في مسرحية الحبر لجيمس جراهام، والتي ظهرت لأول مرة في مسرح ألميدا قبل أن تنتقل إلى ويست إند. في أبريل 2019، انتقل إنك إلى برودواي، مع قيام كارفل بإعادة تأدية دوره. حصل هذا الأداء على جائزة توني لأفضل ممثل في مسرحية.

## الأدوار في وسائل الإعلام الأخرى
ظهر كارفل في العديد من الأدوار السينمائية والتلفزيونية والمسرحية، بما في ذلك الرجل الخطأ و بيبيليون و دكتور هو (حلقة «تجربة لعازر») و شرلوك (حلقة «المصرفي الإعمى») و قنبلة و هوكينج و البتلة القرمزية و جرائم القتل الأبيض والمال والمتوسط (حلقة «العظيم والخير»). لعب دور اللورد كارمارثين في جون آدامز . في الفيلم التلفزيوني أجاثا كريستي: الحياة في الصور ، لعب دور الزوج الثاني لكريستي ماكس مالوان. ظهر كارفل في دور باماتابوا في فيلم البؤساء ، بناءً على المسرحية الموسيقية التي تحمل الاسم نفسه. كارفل هو أيضًا صوت العميل الإمبراطوري الذكر في لعبة تقمص الأدوار كثيفة اللاعبين على الإنترنت حرب النجوم الجمهورية القديمة . في عام 2009، لعب كارفل دور ورموود في التكيف الصوتي التركيز على الأسرة مع رسائل سكروتيب ، جنبًا إلى جنب مع أندي سركيس في دور سكريتب. كان هذا الإنتاج هو الفائز بجائزة أودي 2010.
في عام 2015، تألق كارفل في دور جوناثان سترينج في بي بي سي وان مقتبسًا من رواية سوزانا كلارك جوناثان سترينج والسيد نوريل ، مقابل إيدي مارسان بدور جيلبرت نوريل. لعب دور نيك كليج في تحالف القناة الرابعة الدرامي وفي سبتمبر ظهر كزوج غير مخلص لشخص سوران جونز في سلسلة أفلام الإثارة دكتور فوستر على قناة بي بي سي الاولى. بدأ تصوير المسلسل الثاني من فيلم دكتور فوستر في سبتمبر 2016 وبدأ البث في سبتمبر 2017.

## الأعمال الفنية

### فيلم
| عام  | عنوان   | وظيفة     | ملاحظات |
| ---- | ------- | --------- | ------- |
| 2012 | البؤساء | باماتابوا |         |

### التلفاز
| عام                   | عنوان                         | وظيفة              | ملاحظات                       |
| --------------------- | ----------------------------- | ------------------ | ----------------------------- |
| 2004                  | هوكينج                        | جورج إليس          | فيلم تلفزيوني                 |
| 2004                  | أجاثا كريستي: الحياة في الصور | ماكس مالوان        | فيلم تلفزيوني                 |
| 2005                  | بيتهوفن                       | فرديناند ريس       | 2 حلقة                        |
| 2006                  | قنبلة                         | الملازم رودي فروست | 7 حلقات                       |
| 2006                  | هولبي سيتي                    | مارتن فيليبس       | الحلقة: "العناية بالرقم واحد" |
| 2007                  | دكتور من                      | رجل غامض           | الحلقة: " تجربة لعازر "       |
| 2008                  | جون ادامز                     | اللورد كارمارثين   | الحلقة: "ريونيون"             |
| 2009                  | بدائي                         | ريان ميسون         | الحلقة 3، الموسم 2            |
| 2009                  | احياء الموتى                  | دكتور دنش          | 2 حلقة                        |
| 2009                  | القتل المتوسط                 | جاستن هوبر         | الحلقة: "العظيم والخير"       |
| 2010                  | شيرلوك                        | سيباستيان ويلكس    | الحلقة: " مصرفي أعمى "        |
| 2010                  | فقط وليام                     | العم نيفيل         | الحلقة: "الببغاوات لإيثيل"    |
| 2011                  | البتلة القرمزية والأبيض       | أشويل              | 3 حلقات                       |
| 2011                  | مخفي                          | الكسندر وينتورث    | 4 حلقات                       |
| 2012                  | الأرق                         | ميسون هاردينج      | الحلقة: "الجزء الثاني"        |
| 2014                  | بابل                          | فين كيركوود        | 7 حلقات                       |
| 2014                  | الرجل الخطأ                   | ناثان كروس         | الحلقة: "وايت مان"            |
| 2015                  | الائتلاف                      | نيك كليج           | فيلم تلفزيوني                 |
| 2015                  | جوناثان سترينج والسيد نوريل   | جوناثان سترينج     | 7 حلقات                       |
| 2015 إلى الوقت الحاضر | دكتور فوستر                   | سايمون فوستر       | سلسلتان، دور قيادي            |
| 2016                  | القوافي الثائرة               | أصوات مختلفة       | 2 حلقة                        |
| 2017                  | التاج                         | يوم روبن           | الحلقة: "الدمى المتحركة"      |
| 2018                  | القطط الكبيرة                 | الراوي             | 3 حلقات                       |
| 2020                  | الحصان الشاحب                 | زكريا أوزبورن      | 2 حلقة                        |
| 2020                  | وسط بغداد                     | فرانك تيمبل        | 6 حلقات                       |
| 2020                  | الأخت                         | بوب                | 4 حلقات                       |

### مسرح
| عام     | عنوان                            | وظيفة                                    | مسرح                                                | الحكام.      |
| ------- | -------------------------------- | ---------------------------------------- | --------------------------------------------------- | ------------ |
| 2003    | الكشف                            | جاك                                      | مسرح هامبستيد                                       |              |
| 2004    | فوز؟ دراما موسيقية من أجل السلام | أوري                                     | مستودع دونمار                                       |              |
| 2005    | روز بيرند                        | هاينزل / شرطي                            | شركة أكسفورد ستيج / مسرح أركولا / مسرح دومب فاوند   | [ 20 ]       |
| 2004    | ماكبث                            | ماكبث                                    | مسرح الاتحاد، لندن                                  |              |
| 2005    | فاوستس                           | فاوستس                                   | مسرح أكتيرا                                         | [ 21 ]       |
| 2005-07 | كورام بوي                        | ألكسندر أشبروك (بالغ) / إنسيمبل          | المسرح الوطني                                       | [ 9 ] [ 22 ] |
| 2005    | الأستاذ برناردي                  | الدكتور كورت بفلوغفيلدر / الأستاذ فيليتس | مسرح أركولا                                         |              |
| 2006    | حياة جاليليو                     | لودوفيكو مارسيلي                         | المسرح الملكي الوطني                                |              |
| 2007    | رجل الوضع                        | ميدلي                                    | المسرح الملكي الوطني                                |              |
| 2008    | الكبرياء                         | أوليفر                                   | مسرح رويال كورت                                     |              |
| 2008    | موكب                             | ليو فرانك                                | مستودع دونمار                                       |              |
| 2008    | الدائرة                          | إدوارد لوتون                             | شيشستر / جولة                                       |              |
| 2009    | حبل                              | روبرت كاديل                              | مسرح الميدا                                         |              |
| 2011    | دكتور دي                         | دكتور دي                                 | مسرح القصر، مانشستر                                 |              |
| 2010-13 | ماتيلدا الموسيقية                | ملكة جمال ترانشبول                       | مسرح الفناء 9 نوفمبر 2010 – 30 يناير 2011           |              |
| 2010-13 | ماتيلدا الموسيقية                | ملكة جمال ترانشبول                       | مسرح كامبريدج 25 أكتوبر 2011 – يوليو 2012           |              |
| 2010-13 | ماتيلدا الموسيقية                | ملكة جمال ترانشبول                       | مسرح شوبرت 4 مارس 2013 – 1 سبتمبر 2013              |              |
| 2011    | ملعون باليأس                     | إنريكو                                   | المسرح الملكي الوطني                                |              |
| 2015    | بخاي                             | بينثيوس، الأغاف                          | مسرح الميدا                                         |              |
| 2015    | القرد المشعر                     | نثر                                      | أولد فيك                                            |              |
| 2016    | رائع                             | الشرطي                                   | استوديوهات ترافالغار تدرب على القراءة               |              |
| 2017-19 | حبر                              | روبرت مردوخ                              | مسرح الميدا 17 يونيو – 5 أغسطس 2017                 |              |
| 2017-19 | حبر                              | روبرت مردوخ                              | مسرح دوق يورك 9 سبتمبر 2017 – 6 يناير 2018          |              |
| 2017-19 | حبر                              | روبرت مردوخ                              | مسرح صموئيل جيه فريدمان 2 أبريل 2019 – 7 يوليو 2019 |              |

### العاب إلكترونية
| عام  | عنوان                        | وظيفة               |
| ---- | ---------------------------- | ------------------- |
| 2008 | ضباب                         | شين كاربنتر         |
| 2011 | حرب النجوم الجمهورية القديمة | وكيل إمبراطوري ذكر  |
| 2012 | العالم السري                 | إله الغابة، كاليستو |

### الصوت
| عام  | عنوان         | وظيفة |
| ---- | ------------- | ----- |
| 2009 | رسائل المسمار | مرارة |

## جوائز وترشيحات
| عام  | جائزة                       | الفئة                             | عمل               | النتيجة    |
| ---- | --------------------------- | --------------------------------- | ----------------- | ---------- |
| 2008 | جائزة Laurence Olivier      | أفضل ممثل في فيلم موسيقي          | موكب              | No         |
| 2012 | جائزة المعيار المسائي       | أفضل ممثل                         | ماتيلدا الموسيقية | No         |
| 2012 | جائزة Laurence Olivier      | أفضل ممثل في فيلم موسيقي          | ماتيلدا الموسيقية | Green tick |
| 2012 | جائزة TMA                   | أفضل أداء في مسرحية موسيقية       | ماتيلدا الموسيقية | Green tick |
| 2013 | جائزة مكتب الدراما          | أفضل ممثل متميز في مسرحية موسيقية | ماتيلدا الموسيقية | Green tick |
| 2013 | جائزة توني                  | أفضل ممثل في فيلم موسيقي          | ماتيلدا الموسيقية | No         |
| 2018 | جائزة Laurence Olivier      | أفضل ممثل مساعد                   | حبر               | Green tick |
| 2019 | جوائز دائرة النقاد الخارجية | ممثل متميز في مسرحية              | حبر               | No         |
| 2019 | جائزة توني                  | أفضل أداء لممثل مميز في مسرحية    | حبر               | Green tick |

## روابط خارجية
- [http://www.imdb.com/name/nm1584487/ Bertie Carvel

] في قاعدة بيانات الأفلام على الإنترنت
- بيرتي كارفل | المرحلة | الحارس